# اوالت-هاینریش فن کلایست-اشمنزین
اووالد-هاینریش فون کلایست-اشمنزین (انگلیسی: Ewald-Heinrich von Kleist-Schmenzin; ۱۰ ژوئیهٔ ۱۹۲۲ – ۸ مارس ۲۰۱۳) سرباز، ناشر، و نویسنده اهل آلمان بود.